# Hypogastrura aequepilosa
Hypogastrura aequepilosa is een springstaartensoort uit de familie van de Hypogastruridae. De wetenschappelijke naam van de soort is voor het eerst geldig gepubliceerd in 1949 door Stach.